# The Post Telegrapher
The Post Telegrapher est un film muet américain réalisé par Thomas H. Ince et Francis Ford, sorti en 1912.

## Fiche technique
- Réalisation : Thomas H. Ince, Francis Ford
- Durée : 20 minutes
- Date de sortie : 
  - États-Unis : 1er mai 1912

## Distribution
- Francis Ford : Bob Evans
- Ann Little : Eva Reynolds
- Ray Myers
- Lillian Christy
- Jack Conway
- Mildred Harris